# 삼풍백화점 붕괴 사고
삼풍백화점 붕괴 사고(三豐百貨店 崩壞 事故)는 1995년 6월 29일 오후 5시 57분경 서울특별시 서초구 서초동에 있던 삼풍백화점이 붕괴된 사고다. 건물이 무너지면서 1,445명의 종업원과 고객들이 다치거나 사망했고 인근 삼풍아파트, 서울고등법원, 우면로 등으로 건물의 파편과 잔해, 먼지가 날아들어 주변을 지나던 행인 중에 부상자가 속출했으며 수많은 재산상 손해와 인명 손실을 기록했다. 사고 직후 119구조대, 경찰, 서울특별시, 대한민국 국군, 정부, 국회까지 나서 범국민적인 구호 및 사후처리가 이어졌다.

## 개요
삼풍백화점 붕괴 사고의 사망자는 502명, 부상자는 937명, 실종자는 31명이며 피해액은 약 2,700여억원으로 추정되며 생존자 중 최명석(崔明錫, 1975년~)은 11일, 유지환(柳智丸, 1977년~)은 13일, 박승현(朴勝賢, 1976년~)은 17일동안 갇혀 있다가 구조되었으며 삼풍백화점이 있던 자리에는 현재 주상복합 아파트인 아크로비스타와 한울빌딩이 2001년 착공되어 2004년 완공되었다.

## 붕괴 원인

### 부지 용도
이 부분은 붕괴와는 관련이 없지만 건설 과정에서 비리가 매우 심각했음을 보여준다. 1989년, 삼풍 아파트가 완공된 후, 삼풍 건설은 그 앞에 남은 어마어마한 넓이의 땅에 상가나 다른 건물을 짓고자 공사를 시작했지만, 무허가 공사를 이유로 제재를 받아 중단했다. 이유는 그 땅은 백화점을 지을 수 없는 아파트용 부지였기 때문이다. 결국 삼풍 그룹은 서초구청 공무원들에게 삼풍백화점 B동 스포츠센터 이용권 등 뇌물을 제공하고 불법적으로 용도를 변경하였다.

### 내부 구조 임의 변경
1987년 설계 당시 삼풍 백화점은 '삼풍 랜드'라는 명칭으로 서초동 삼풍 아파트 대 단지의 종합 상가로 설계되어 있었다. 계획 당시의 건물은 지하 4층에서 지상 4층이었다. 그러나 거의 다 지어졌을 무렵, 당시 삼풍건설산업(주)의 회장 이준(李鐏, 1922년~2003년)은 당시 시 공사인 우성 건설에게 백화점으로 변경해 달라고 요구했다. 하지만 백화점으로 바꾸게 될 경우, 건물의 구조가 상당히 바뀌기 때문에, 건물 붕괴를 우려한 우성건설 측이 이를 거부하자, 이준 회장은 계약을 파기하고 당시 삼풍건설산업에 변경을 지시했다. 그러나 법률 상 건물의 사용 용도에 의해 구조를 변경할 시 반드시 구조 전문가의 검토를 받아야 하는데  백화점 설계 당시에는 이를 무시하여 설계, 공사가 강행되었다.
또한  백화점은 준공 검사도 무시하고 가사용 승인 만으로 개점하였다. 이후 9개월이 지나 서야 겨우 준공 승인을 받았으며, 1994년 10월에는 기초 부분인 지하 1층에 구조 변경 공사를 했고, 1994년 11월에는 위법 건축물로 판정을 받았다.

### 부실시공

#### 어떻게 바뀌었는가?
삼풍백화점은 애초에 무량판 공법(플랫 슬래브 구조)의 건물로 설계해서 완공한 백화점 건물이었고 초기의 건물은 문제가 없었지만, 용도가 달라진 뒤 모든 것이 바뀌고 말았다. 일단 삼풍은 넓은 매장공간을 확보하기 위해 상가건물의 벽을 없앴다. 본래 벽과 기둥이 같이 있었기 때문에 이 둘이 하중을 같이 버텨 줬지만, 그 벽이 사라지는 바람에, 기둥에만 무게가 분산되는 일이 일어났다. 그리고 에스컬레이터를 만들기 위해 각층에 구멍을 뚫었는데, 이 때 사라진 구멍 만큼 콘크리트가 사라지면서, 옆에 있는 기둥이 버텨야 하는 무게는 더 커졌다.
또한 이 기둥조차도 줄였다. 애초 구조계산서에는 건물 4층과 5층의 20개 기둥 가운데 8개는 지름이 800mm로 그 안에 고장력 철근 16개를 설치하도록 되어 있었으나, 이 8개의 기둥이 설계 과정을 거치면서 지름은 600mm로 가늘어지고 철근 숫자도 8개로 줄였다. 이런 식으로 기둥이 줄어들면서 철근도 줄어들 수밖에 없었고, 더욱이 에스컬레이터에 방화벽을 설치하기 위해 기둥의 4분의 1을 아예 잘라버렸다.

#### 철근
바닥과 기둥을 연결하고, 기둥이 옥상을 뚫고 나오는 일이 없기 위해서는 L자형 철근을 사용해야 했는데, 삼풍은 비용부담이 크다는 이유로 —자형 철근을 사용한 것이다. 그 결과 바닥과 기둥을 연결할 수 없게 되었고, 이 때문에 기둥이 바닥을 뚫고 나오는 상황이 일어난 것이다. 건물이 붕괴될 때 가장 밑바닥까지 순식간에 무너진 것도 이 때문이었다.

### 무리한 건축

#### 식당가
또한 본래 4층까지만 설계를 했던 삼풍백화점은 우성건설과의 계약 파기 이후 무리하게 5층으로 확장공사를 시행했다. 정부기관의 허가없이 불법행위를 저질렀다. 이 과정에서 바닥과 기둥이 추가로 생겼으며, 이에 따라 기둥이 버텨야 할 무게는 더 커졌다. 그런데 그것도 모자라 한술 더 떠 5층의 용도까지 바꾼 것이다. 처음에 5층을 만들었을 때는 키즈랜드로 계획했지만 백화점 용도에 맞지 않다는 이유로 식당가로 불법 변경하였다. 그 결과 5층 바닥에 배수로가 설치되고 콘크리트도 추가되면서 무게도 많이 추가되었다.
더욱이 그 식당가도 한식당이라서 바닥에 온돌을 깔기로 하였는데, 온돌의 효과를 주기 위해서 엄청난 양의 콘크리트가 추가된 것이다. 거기에 한술 더 떠서, 5층에는 설계에 없던 벽돌벽과 무거운 돌정원, 대형 냉장고 등 무거운 사업제품을  설치했다. 이러한 불법 용도 변경으로 인해 하중이 3~4배 이상 증가하였다. 더군다나 4층에서는 매장 확장을 이유로 기둥을 없애는 최악의 만행을 저질렀다. 이런 있어서는 안되는 일들이 건물 붕괴의 원인으로 작용하였다.
식당가의 무게는 1톤 트럭이 1,200대 이상이 있었던거나 마찬가지일 정도로 무거웠다. 이에 따라
7초만에 아홉 층이 무너졌다.

#### 냉각탑
본래 옥상의 슬라브는 6cm 두께로 시공이 계획되어 있었으나, 방수 처리를 하면서 9cm를 더 두껍게 했다. 또한 문제가 되었던 냉각탑 3개도 본래 지하에 설치하고자 했지만 지하공간 확보를 이유로 옥상으로 변경했는데 구조 계산도 하지 않은 채 무리하게 설치했으며 결국 평방 미터 당 610 kg/m2의 하중이 추가되었다. 그래서 해당 냉각탑 가동시 건물 전체에 진동이 울리기 시작했다. 개장 초기부터 건물 전체에 미세한 진동이 발생했던 것도 그 때문이었다.

### 안전 무시
본래 삼풍백화점의 에어컨 냉각탑을 북관 동쪽 삼풍아파트 7동 방향에 설치되어 있었다. 그런데 삼풍백화점은 삼풍아파트와 불과 30m도 떨어져 있지 않았으며, 이로 인한 소음으로 삼풍아파트와 삼호가든에서 주민들의 불만이 제기되었다.
그러자 경영진들은 1993년 8월, 냉각탑을 북관 서쪽 우면로(牛面路) 방향으로 옮기기로 결정했다. 그런데 그 이동 방법이 문제였다. 당시 삼풍백화점은 남, 북관 옥상에 삼각형 모양의 채광창을 옥상 가운데에 설치했는데, 원래 크레인으로 들어서 옮기는 게 당연하지만, 비용 절감이라는 이유로 냉각탑을 옮길 때 크레인을 사용하지 않고, 굴림대에 싣고 반대쪽으로 ㄷ자 모양으로 밀고 가는 최악의 실수를 일으켰다. 그 결과 옥상 바닥 전체에 심각한 균열이 가기 시작했고, 넓직한 매장공간 확보를 이유로 기둥을 없애고, 무단 증축하는 등 잘못된 시공으로 약해진 건물은 결국 이 과정에서 바닥이 깨졌고, 옥상 바닥이 버틸 수 있는 한계는 이미 초과한 상태였다.
물론 붕괴가 어느 한 순간부터 일어난 것은 아니었다. 개장 초기에도 미세한 진동이 울리고, 물이 이유도 없이 새는 등의 징조가 계속 나타났지만, 아무도 신경쓰지 않았으며 원인을 알고 있으면서 넘어갔다. 그러나 냉각탑을 무리하게 옮김으로써, 본격적인 붕괴는 원인은 이 때부터 시작되었다.

## 붕괴 조짐
건물 붕괴는 이미 예견되어 있었다. 붕괴 전부터 건물 전반에서 위험한 조짐이 발견되었기 때문이다. 삼풍백화점이 건축되던 80년대 후반엔, 분당과 일산 등 1기 신도시 건설에 따른 자재난 파동이 있었다. 중국산 저질 시멘트 사용을 비롯해서, 콘크리트 배합, 철근 배합을 제대로 하지 않은 부실 시공의 징후는 건물이 붕괴되면서 성냥개비처럼 맥없이 꺾이고만 콘크리트 기둥에서 쉽게 찾아볼 수 있었다.
1993년에는 삼풍백화점 옆의 레포츠 센터 2층에 있었던 금융동(당시의 한미, 조흥은행 등)을 1층으로 옮기고 내부공사 후 삼풍문고라는 이름의 서점으로 1994년 1월 5일부터 영업을 시작했다. 하지만 이 어마어마한 서적들 때문에 레포츠센터와 중앙홀 지역에서도 균열이 1995년 사고 때까지 1년 동안 셀 수도 없이 늘었다. 결국, 삼풍백화점 총관리부는 1995년 3월 2일 서점을 철수했다. 하지만 이미 생긴 균열은 점점 늘어났고, 중앙홀과 B관(스포츠센터)의 건물에 균열과 뼈대 구부러짐 현상이 일어나자 백화점 건물 전체가 서서히 기울어지기 시작했으며 붕괴일인 6월 29일경에 최고정점에 이르렀다.
1995년 4월에는 5층 북관 식당가 천장에 균열이 생기기 시작했다. 5월부터는 이 균열에서 모래가 떨어지기 시작했고, 5층 바닥은 서서히 내려앉기 시작했다. 건축 전문가 일각에선, 부실 시공과 함께 구조물의 역학 관계를 정확히 고려한 설계 상의 문제점을 지적하고 있지만, 매장 면적을 넓히기 위해 기둥을 적게 세웠을 가능성을 배제할 수 없는 상황에도 불구하고, 사건 당일 오전에 목격자들의 증언을 살펴보면, 당시 붕괴 원인으로 인한 사태의 심각성을 짐작할 수 있다.

## 붕괴

### 진동
이한상 삼풍백화점 대표이사를 비롯한 경영진들이 이에 대한 '대책'이라도 짜려고 했던 때는 사고 당일인 6월 29일이었다. 그들은 이날 5층에 있었던 일을 보고 비상임을 느끼게 되었다.
사고 당일 오전 9시 때 삼풍백화점 5층 식당 <춘원> 주인 김서정이 긴급전화를 했는데 '춘원 전주비빔밥 전문점 바닥에 돌출 부분이 2cm 정도 생겼고 천장이 조금 내려왔다. 빨리 와서 보라.'는 내용이었다. 직접 가서 확인해 보니 5층 기둥에 무려 20cm나 되는 균열이 발견되었고 천장이 뒤틀려 내려앉아 있었다. 9시 40분, 백화점측은 바닥 침하 현상을 직접 확인했고 시설부의 권유로 춘원 식당은 휴업에 들어갔다.
<춘원>과 맞붙은 우동집 <현지>에서는 천장에서 물이 쏟아져나왔고 냉면집 <미전>의 천장도 가라앉고 있었다. 오전 10시에 출근한 A동(북관) 4층 상품의류부 직원(당시 31세)도 건물 4-5층에서 들려오는 '뚝뚝, 드르륵'소리와 함께 약 3분간 무거운 진동을 느꼈다고 전해진다.
이한상 사장은 오전 11시쯤 이영길 시설이사 및 건축과 이완수 차장과 함께 5층 현장을 직접 눈으로 확인했다. 1시간쯤 뒤 우동집과 냉면집의 천장에서 물이 쏟아지고 바닥이 내려앉기 시작하게 되었고, 결국 5층의 식당가 영업이 전면 중지되고 출입이 통제되었다. 삼풍백화점 측은 낮 12시 무렵 건물 설계 감리 회사인 우원건축에 연락하는 한편, 옥상의 에어컨 가동과 5층 입주업소에 대한 가스공급을 중지시켰다. 에어컨의 전원을 차단한 상태였고, 백화점 내부도 상당히 더웠기 때문에 상당수 고객들이 불쾌감을 느끼고 쇼핑을 포기했다. 옥상에는 펀칭현상이 일어났다.

### 대책회의
오후 3시, 우원건축에서 임형재 소장과 이학수 구조기술자가 삼풍백화점에 도착했다. 한 시간 뒤인 4시에는(붕괴 약 2시간 전) 임원회의실(당시 삼풍백화점 남관 3층)에서 이준 회장 주재로 2차로 긴급대책회의가 열렸다. 이 자리에서 임 소장은 칠판에 건물 구조도를 그려가며 "점검 결과 건물의 안전에 중대한 이상이 발견됐으니 빨리 긴급보수를 해야 한다"라고 말했고, "백화점 영업을 중지하고 고객들을 대피시키라."라고 경영진들에게 확실하게 권하였다. 그러나 여기서마저도 매장 폐쇄 여부가 관건이었고, 이를 가지고 토론을 했다. 이 회의에서 이학수 구조기술사가 "신공법으로 보수하면 위기를 넘길 수 있다. 진행되던 침하는 현재 멈췄다."라고 경영진에 보고했고, 이준 회장도 사고 직후 검찰에서 "기술자들이 지지대를 받치고 보수를 하면 더 이상의 위험은 없다고 했고, 영업 중지를 건의한 중역들도 없었다"라고 진술했다. 결국, 붕괴되기 불과 2시간 전, 이 회장은 "큰 위험은 없으니 영업을 계속하면서 보수공사를 하자"는 최종 결정을 내렸다. 이처럼 징조는 있었으나 영업을 강행했다. 회의 이후 1시간이 넘게 구체적인 보수 계획에 대한 논의가 되는 한편, 임 소장은 설계 도면을 찾으러 서초동에 있던 사무실로 돌아갔다. 이후 삼풍 측은 중앙홀 2층의 행사전을 모두 스포츠센터 1층으로 옮기고 2층은 통행을 금지했다.
오후 5시 40분쯤 임원실 회의장으로 다급한 전화가 걸려왔다. 이영철 시설부장의 전화였다. "현재 붕괴가 진행되고 있는 것 같다"는 보고였고, 이 회장 등 경영진들은 회의를 중단하고 일제히 건물 밖으로 긴급하게 대피했다고 흔히 알려졌으나 이는 사실이 아니다. 이 회장 등 경영진들은 백화점이 무너질 때에도 계속 보수 계획에 대해서 논의하고 있었다. 붕괴의 시점에서도 이들은 건물보수에 필요한 자재와 인력을 수급하느라 여념이 없었다. 붕괴를 전혀 예상하지 못하고 있었다는 방증이다. 그러나 임원진들의 회의장은 무너진 A동이 아닌 B동에 있었기에 목숨을 건질 수 있었다. 그럼에도 당시 정부와 언론 모두 경영진들이 붕괴 사실을 알고 미리 빠져 나갔다고 이야기하며 삼풍백화점 경영진에 대한 비난을 가중시켰다. KBS아카이브 프로젝트 <시대유감, 삼풍>은 이에 대해 25년이 지난 지금까지도 사건에 관해 제대로 된 취재가 이뤄지지 않은 나머지 이러한 보도 행태 계속 이어지고 있다고 비판한다.
백화점 직원들은 전조가 계속 있었음에도 직원이라는 신분의 특성상 쉽게 자리를 피하기 어려웠기 때문에 큰 인명피해가 발생했던 것으로 보인다. 그리고 중앙홀의 침하현상은 좀 멈춘다 싶었지만, 붕괴 16분 전인 5시 41분 백화점 침하에 가속도가 붙기 시작하면서 동시에 중앙홀도 가속도가 붙기 시작했다. 중앙 홀과 백화점 2층에 있다가 이상함을 느낀 손님들은 일부 대피하였으나, 나머지 고객은 모른 채 쇼핑 중이었다. 상태가 심각해지자 삼풍 측은 중앙홀 1층의 통행과 영업을 중지하고 2층도 영업을 중지했으나, 이윤을 위해 백화점 1, 2층은 영업을 강행했다. 당시 삼풍 측은 침하를 막기 위해 백화점 4각 구간에 뼈대를 세워서 가까스로 침하현상은 막았으나 1층이 침하현상이 멎자 5층의 천장이 무너져 내리기 시작했고 결국 1, 5층과 지하 1층에 막대한 균열이 생겼다.

### 매몰과 붕괴
그들이 대피하는 동안 백화점 매장에서는 1천여 명이 훨씬 넘는 고객과 종업원들이 아무것도 모른 채 쇼핑과 영업에 열중하고 있었다. 5시 50분부터는 경영진들에 의해서가 아닌, 삼풍백화점 직원들의 고함이 5층에서 터져 나오기 시작했다. "모두 긴급히 대피하라"는 소리였고, 건물이 우르릉 하면서 붕괴되기 시작하는 소리도 들렸다. 몇몇 고객들은 영문도 모른 채 대피를 한 경우도 존재했으나, 지하에 있던 사람들은 대부분은 듣지 못해서 대피하지 못했다.
결국, 오후 5시 57분, 5층 바닥의 가장 약한 기둥 2개가 무너지며, 그 기둥이 옥상까지 끌어당기면서 건물 붕괴는 시작되었다. 곧바로 삼풍백화점의 가장 얇았던 5층 바닥과 천장이 동시에 무너지기 시작했다. 이때 백화점 5층의 잔해와 콘크리트가 무너져내리며 아래층을 차례대로 무너뜨리기 시작했고, 약 20초만에 건물은 지상5층에서부터 지하 4층까지 완전하게 매몰되었으며, 안에 있던 1,500여 명의 사람들은 잔해 속에 묻히게 되었다.
순식간에 건물 주변이 뿌연 먼지와 회오리바람으로 가득 찼고, 백화점 앞 우면로와 서울고등법원 청사에는 건물파편들이 날아왔다. 붕괴 직후 태풍 같은 바람이 10여 초간 휘몰아쳤다. 이후 먼지 바람들이 가까운 타 지역으로까지 날아갔다. 사고 직후 남아 있는 건물 잔해 사이에선 손수건을 흔들며 구조를 요청하는 사람들도 보였고, 살려달라는 간곡한 비명과 신음과 애원소리, 주변에는 백화점 진열상품들이 나뒹굴었고 피투성이가 된 채 잔해를 헤치고 나오는 사람들이 속속 목격됐다. 
이 와중에 붕괴 후 B동의 슈퍼마켓 계산대를 털거나 A동의 무너진 잔해 더미 속을 파내며 희생자들의 소지품이나 매몰된 상품들을 훔치는 등 돈이 될 만한 것들을 훔치는 사람들도 있었다. 당시 서초경찰서 강력반에 근무했던 한 형사의 증언에 따르면 이 당시 절도로 입건된 사람이 무려 400여 명에 달했으며 붕괴 사고 이후 서초경찰서에는 매일 저녁만 되면 수십 여명이나 되는 사람들이 절도 혐의로 줄줄이 들어오곤 했을 정도였다고 한다. 이때 입건된 사람 중에는 당시 판매가 17만 원이던 바지를 무려 10벌이나 껴입고 있던 사람이 있었는데 경찰이 추궁하자 "추워서 입었다."며 말도 안 되는 변명을 했다.

### 삼풍건설산업 회장의 발언
MBC 뉴스데스크와 KBS 뉴스 9의 보도 내용에선, 삼풍백화점의 붕괴 후 전 삼풍건설산업 회장 이준이 서초경찰서에서 조사를 받는 기사를 보도했는데, 여기서 조사를 받는 이준이 떳떳하게 기자를 보고 "이보쇼, 기자 양반! 백화점이 무너졌다는 것은 다시 말해서 손님들에게도 피해가 가는 것이지만 우리 회사의 재산도 망가지는 거야!"라는 발언을 하여 국민들의 분노를 샀다. 하지만 당시의 뉴스취재 원본을 살펴보면 이준 회장은 이 말 이후에 "그런데 내가 어떻게 붕괴 사실을 알고도 모른 척 할 수 있었겠냐"는 취지의 말을 이어갔다. 하지만 이는 뉴스보도에서 편집되었다. 시청자들의 분노를 삼풍백화점 측에 집중시키려는 다분히 의도적인 편집이었다.

## 기타
- 삼풍백화점 붕괴 현장에서 자원봉사를 빙자하여 고가의 물품 절도한 범죄자 17명이 구속된 사례가 있다.
- 1996년 8월 23일 대법원에서 삼풍백화점 붕괴참사 관련 피고인들에 대한 판결이 확정되었다. 전 삼풍건설산업 회장 이준(1922~2003)에게는 업무상과실치사상죄를 적용하여 징역 7년 6개월이 선고되었다.
- 삼풍백화점 측으로부터 뇌물을 받고 설계변경 등을 승인해 준 서울 전 서초구청장 이충우, 황철민에게는 뇌물수수죄를 적용하여 각각 징역 10개월에 추징금 3백만 원과 징역 10개월에 추징금 200만 원이 확정되었다.
- 정상기 전 서울시 상정계장, 김수익 우성건설 형틀반장, 김재근 전 서초구청 주택과장 등 피고인 10명도 징역 2년에 집행유예 3년과 추징금 300만 원에서 선고유예 및 추징금 100만 원의 원심형량이 확정되었다.
- 2심에서 징역 7년형을 받은 이한상(1953년~)(이준 차남) 전 삼풍백화점 대표이사 사장 등 12명은 상고를 포기하여 실형이 선고되었다.
- 삼풍백화점 붕괴사고와 관련하여, 업무상과실치사·업무상과실치상·특정경제범죄가중처벌등에관한법률위반(업무상횡령)·특정범죄가중처벌등에관한법률위반(뇌물)·뇌물수수·뇌물공여·부정처사후수뢰·수뢰후부정처사·허위공문서작성·허위작성공문서행사의 혐의로 기소된 피고인은 총 25명이다.
- 출소 후 이준 전 삼풍건설 회장은 서울 신당동 자택에서 살다가 지병이 악화되어 2003년 10월 4일 81세로 별세했다.
- 이한상 전 삼풍백화점 사장은 출소 후 삼풍백화점 동쪽에 위치한 삼풍아파트의 자택에서 살다가 2004년 몽골로 건너가 몽골 선교사가 되었고 울란바토르 북쪽의 헝거르라는 마을에서 사역하고 있다고 한다.[25]

## 사회적 영향
붕괴 사고 이후 대한민국의 경제 호황 시기였던 1980년대와 1990년대 초에 지어진 건물들에 대한 공포와 회의적 시각이 확산되었다. 이로 인해 대한민국 정부는 전국의 모든 건물들에 대한 안전 평가를 실시했고 그 결과는 다음과 같았다.
- 전체 고층 건물의 1/7(14.3%)은 개축이 필요한 상태였다.
- 전체 건물의 80%은 크게 수리할 부분이 있었다.
- 전체 건물의 2%만이 안전한 상태였다.

생존자 중 최명석은 11일, 유지환은 13일, 박승현은 17일(377시간) 동안 갇혀 있다가 구조되었다.
또한 1995년 7월 26일에 방영된 MBC 경찰청 사람들에서는 이번 사고와 관련되어 비리에 연루된 관련자 일체를 공개 수배하기도 하였으며, 국회의원 안상수는 이 사건에 대한 방송으로 국민적 관심을 받아 정계로 진출하는 계기가 되었다. 삼풍백화점 붕괴 사고 이후로 백화점들이 무게가 무거운 시설들은 고층이 아닌 저층에 설치하게 되었다.

## 뉴스 속보 중계
대부분의 지상파 방송 채널은 특보 체제로 변경한 채, 재난방송 주관 방송사인 KBS가 삼풍백화점 붕괴 참사의 뉴스 속보를 사고 당일에 먼저 보도되자마자, 전 세계의 매스컴들이 숨 가쁘게 움직이면서, 같은 시각 KBS 뉴스를 전해 들은 일본 NHK 서울지국도 KBS 보도를 인용해서 이 소식을 일제히 보도하기 시작했고, 비슷한 시각인 NTV(닛폰 TV 방송망)와 후지TV도 정규 방송까지 일제히 중단하면서 SBS와 MBC 뉴스 속보를 인용하여 긴급 보도로 타전했다. 이처럼, KBS와 SBS 등 지상파 3사가 이처럼 속보 경쟁에서 전 세계적 특종을 하게 된 것은 뉴스를 쫓는 방송인들의 집념 어린 노력의 결과였다.

## 피해와 보상

### 인명피해
- 사망자 : 502명 (남 106명, 여 396명, 사망확인 472명, 사망인정 30명) (이은영 양  포함)
- 실종 : 6명
- 부상 : 950+명

### 생존자 명단
- 권은정
- 고진광
- 최명석
- 유지환
- 박승현

### 재산피해
부동산
- 양식 : R/C조 5/4층 73,877m2전체 붕괴
- 건물 : 900억원 (추정)
- 시설물 : 500억원 (추정)

동산
- 상품 : 300억원 (추정)
- 양도세 : 1,000억원 (추정)
- 총 피해액 : 2,700억원 [추정]

### 피해보상액
- 인적 피해보상비 : 2,971억원(추정)
- 물적 피해보상비 : 820억 8,500만원 (추정)
- 주변 아파트 피해 등 보상비 : 1억 4,500만원

## 같이 보기
- 삼풍백화점
- 남해 창선대교 붕괴사고 (1992년 7월 30일 17시경 20분)
- 나산백화점
- 와우아파트 붕괴 참사
- 성수대교 붕괴 사고
- 대구 상인동 가스 폭발 사고
- 대구 지하철 화재 참사
- 2013년 다카 근교 건물 붕괴 사고
- 경주 마우나오션리조트 체육관 붕괴 사고
- 판교 공연장 환풍구 붕괴 사고
- 세월호 침몰 사고
- 2021년 광주 학산빌딩 붕괴 사고
- 광주 화정 아이파크 외벽 붕괴 사고
- 이태원 압사 사고

## 관련 작품

### 소설
- 정이현 삼풍백화점 (2006년)
- 황석영 강남몽 (2010년)
- 문홍주 삼풍 축제의 밤 (2012년)
- 최은영 1분 (2017년)
- 저는 삼풍 생존자입니다 (2021년)

### 영화
- 가을로(Traces of Love, 2006년)

### 드라마
- 엄마의 깃발(2021년)
- 자이언트(2010년)
- 스캔들: 매우 충격적이고 부도덕한 사건 1화 (2013년)
- 응답하라 1994 (2013년)
- 그냥 사랑하는 사이 (2017년)
- 초콜릿 1화 (2019년)
- 무브 투 헤븐 (2021년)

### 만화
- 야후(1998년)
  - 작가 : 윤태호

- 야후 완전판 (2009년)
  - 작가 윤태호

- 삼풍 (2013년)
  - 작가 : 손영수 (글) / 한상훈 (그림)
  - 작품상태:완결
  - 원작:소설 삼풍:축제의 밤
  - 연재 : 다음 만화속세상 보관됨 2013-07-10 - 웨이백 머신

### 다큐멘터리
- JTBC 이규연의 스포트라이트
- KBS 다큐인사이트 - 모던코리아 : 시대유감, 三豐(삼풍)
- SBS 꼬리에 꼬리를 무는 그날 이야기 - 시즌 2-14회(2021년 6월 10일)

### 음악
- The Return of N.EX.T Part 2 - The World
  - 곡명 : 세계의 문

## 소방 활동 사진

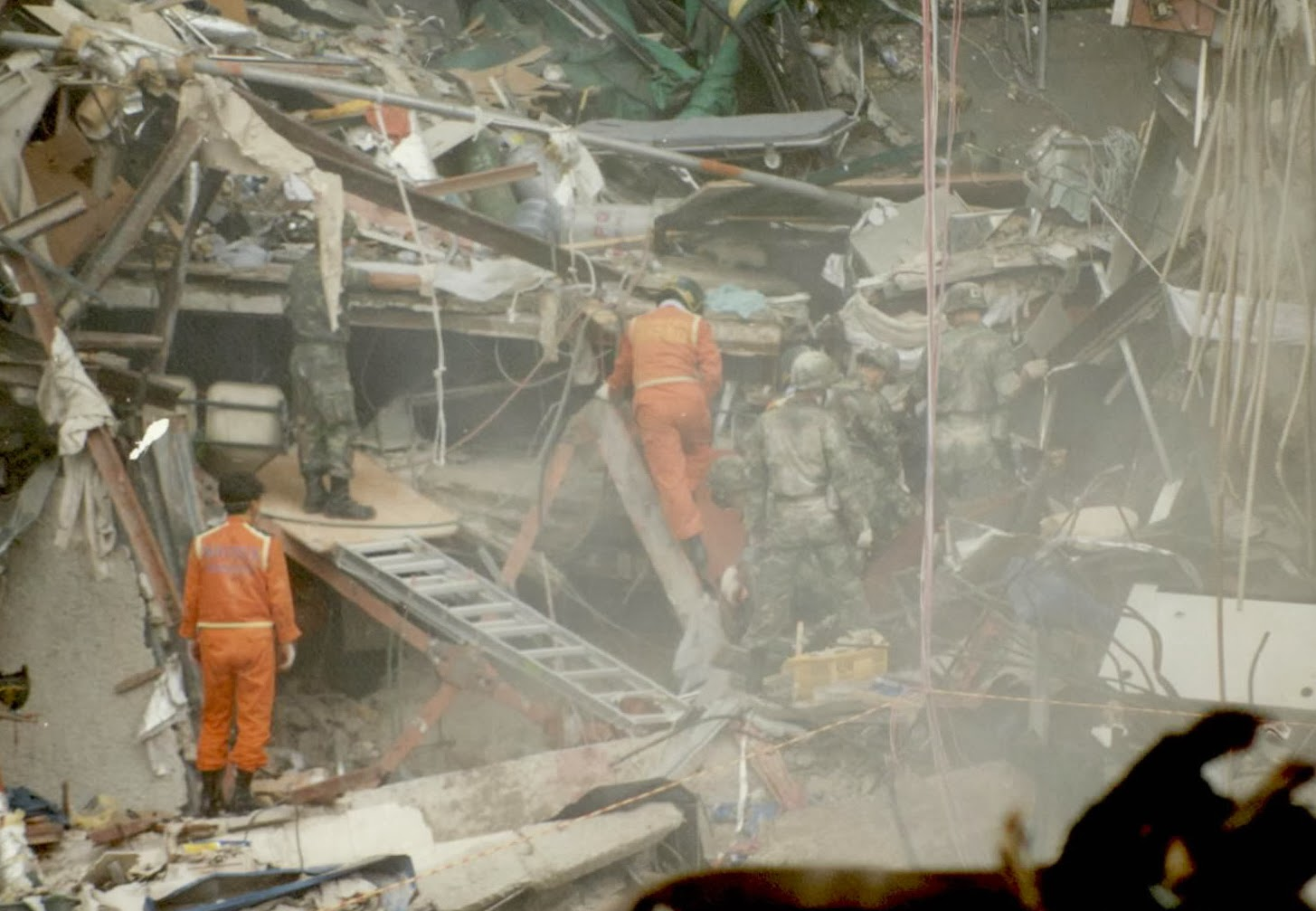
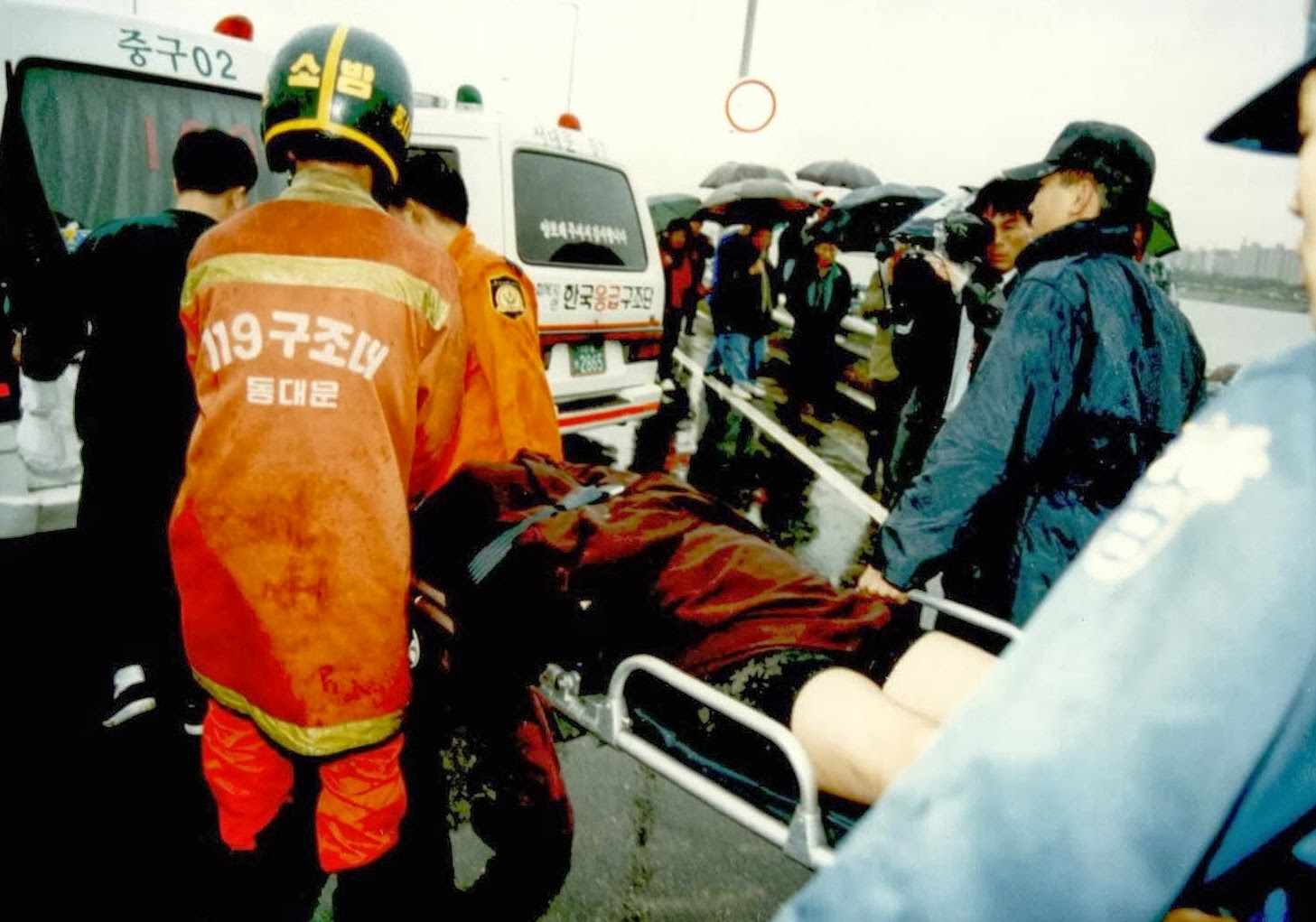
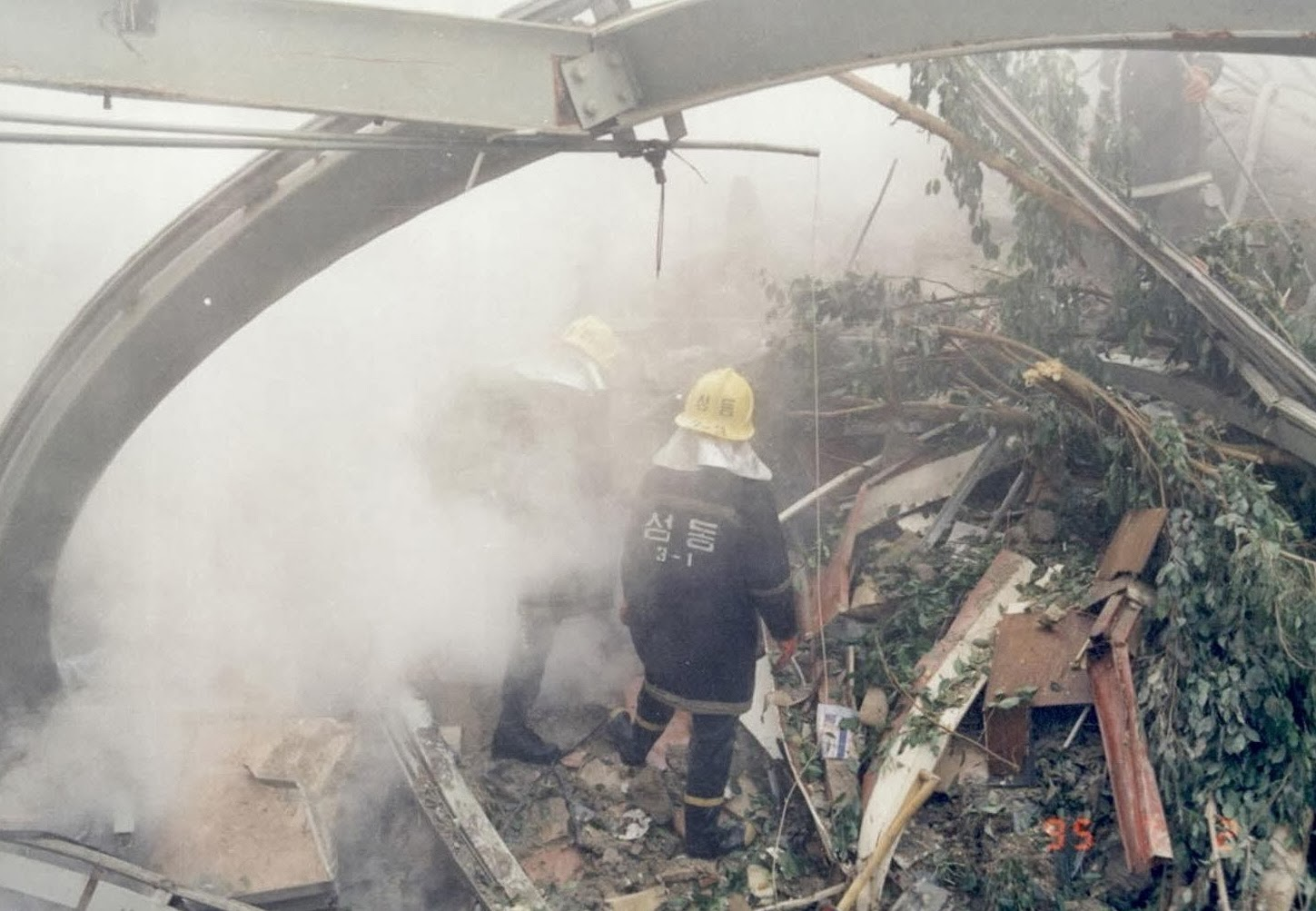
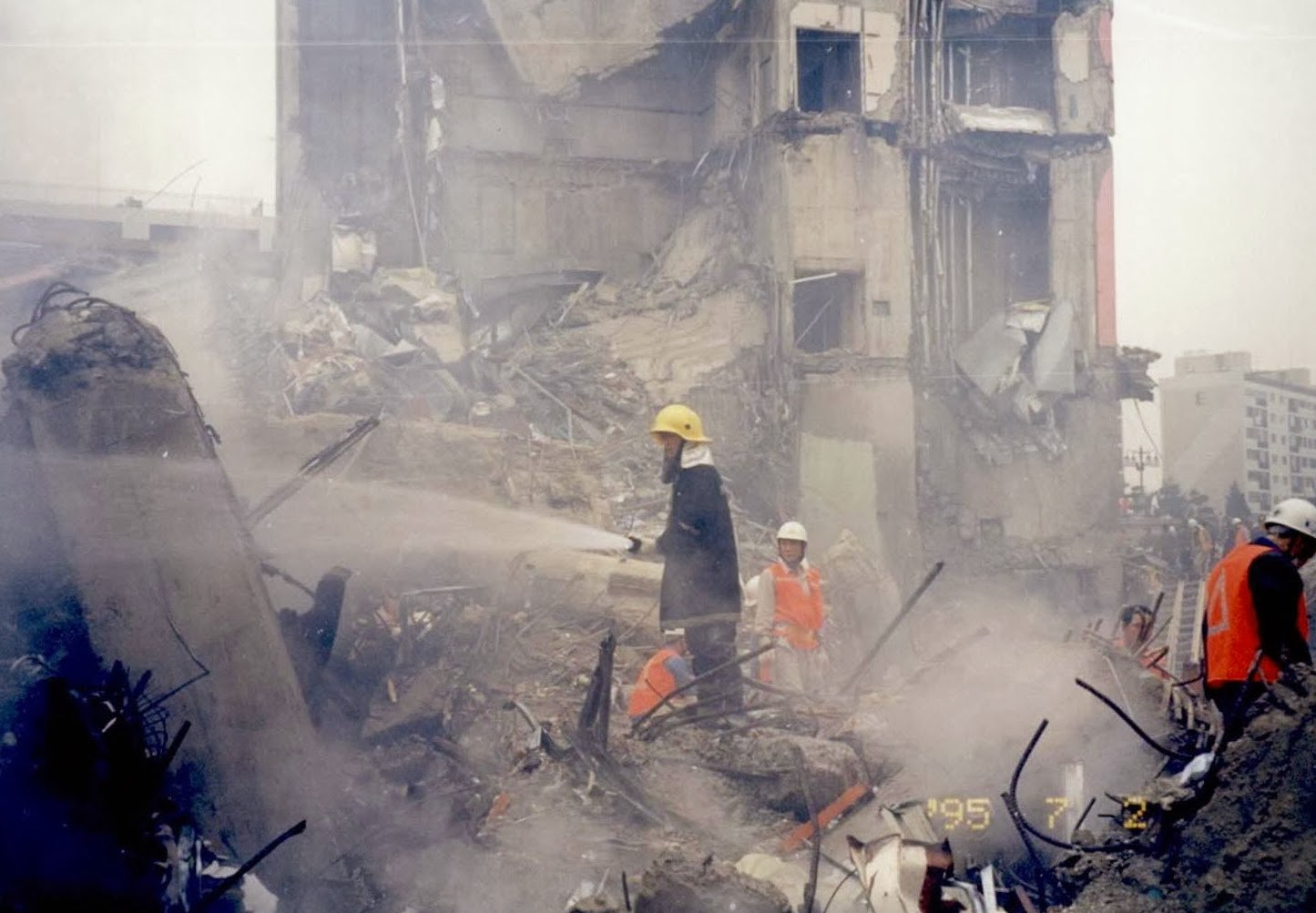
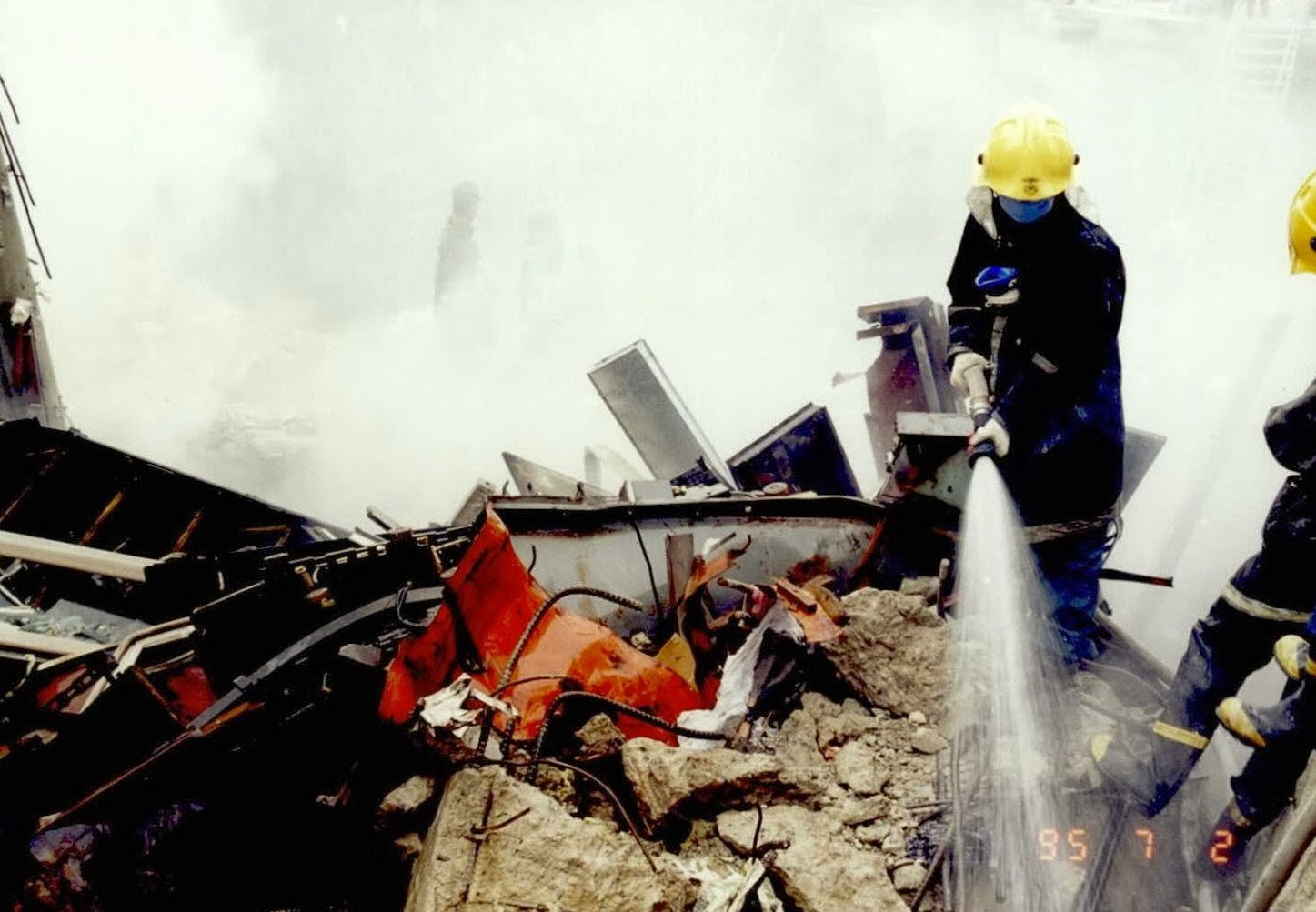
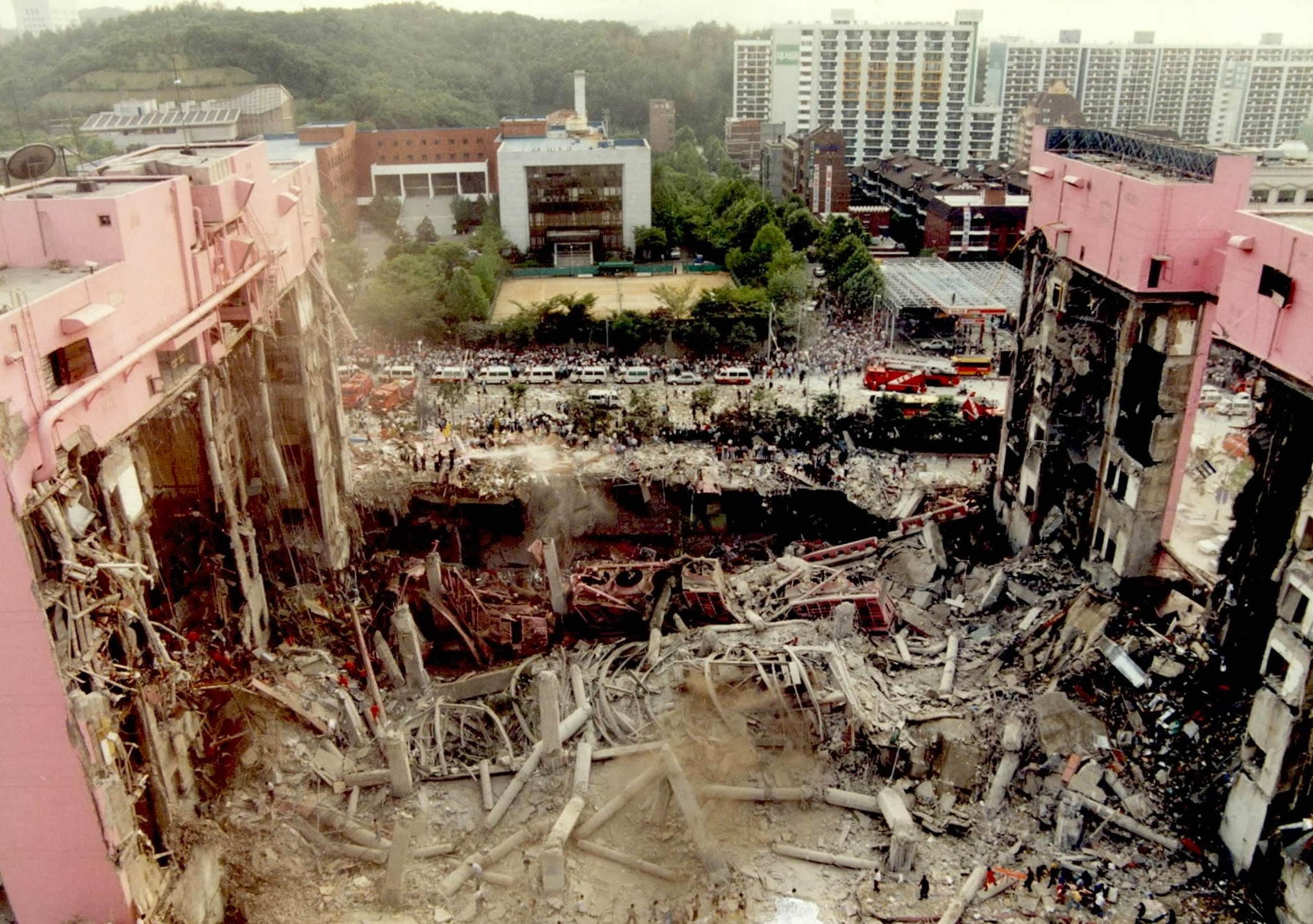
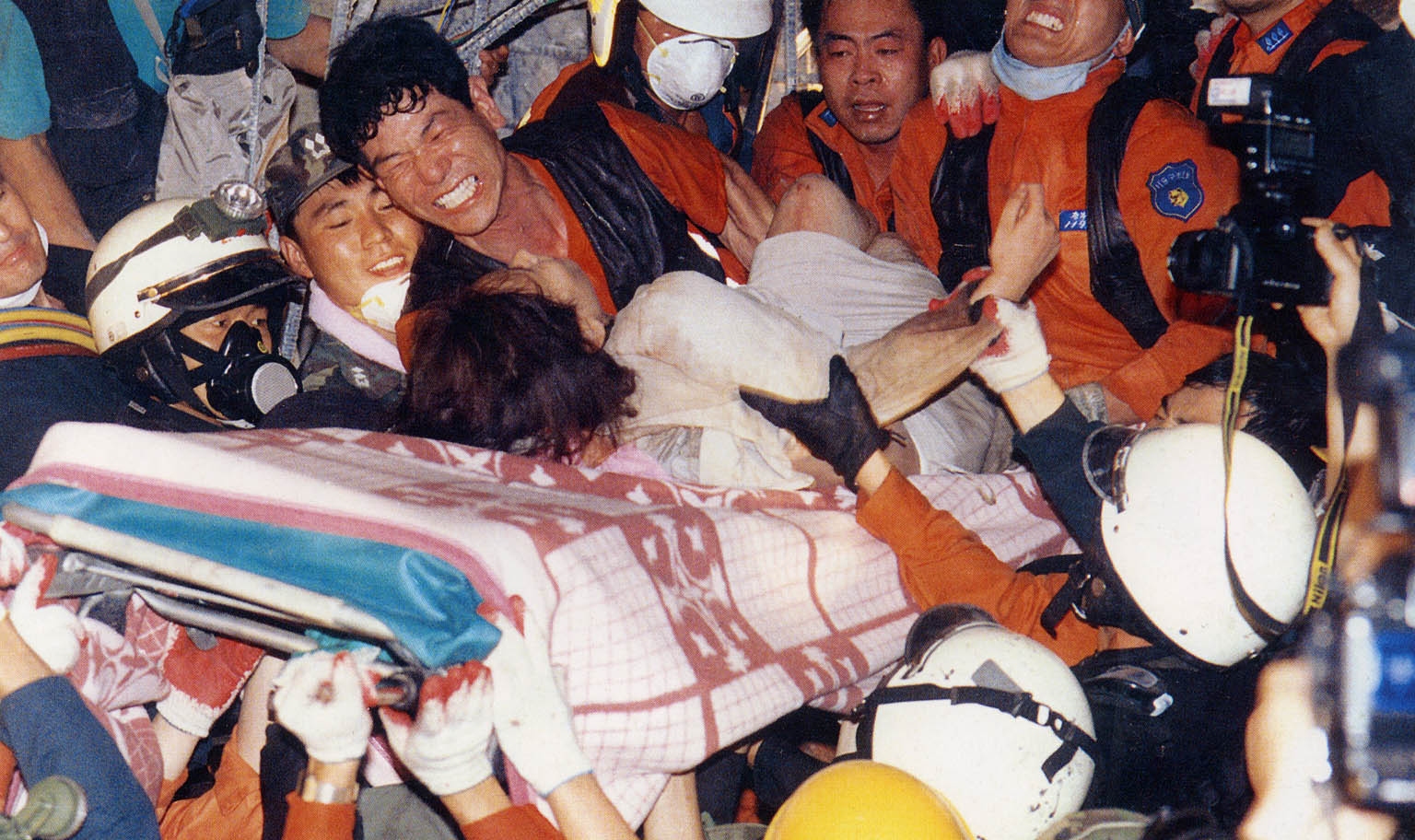
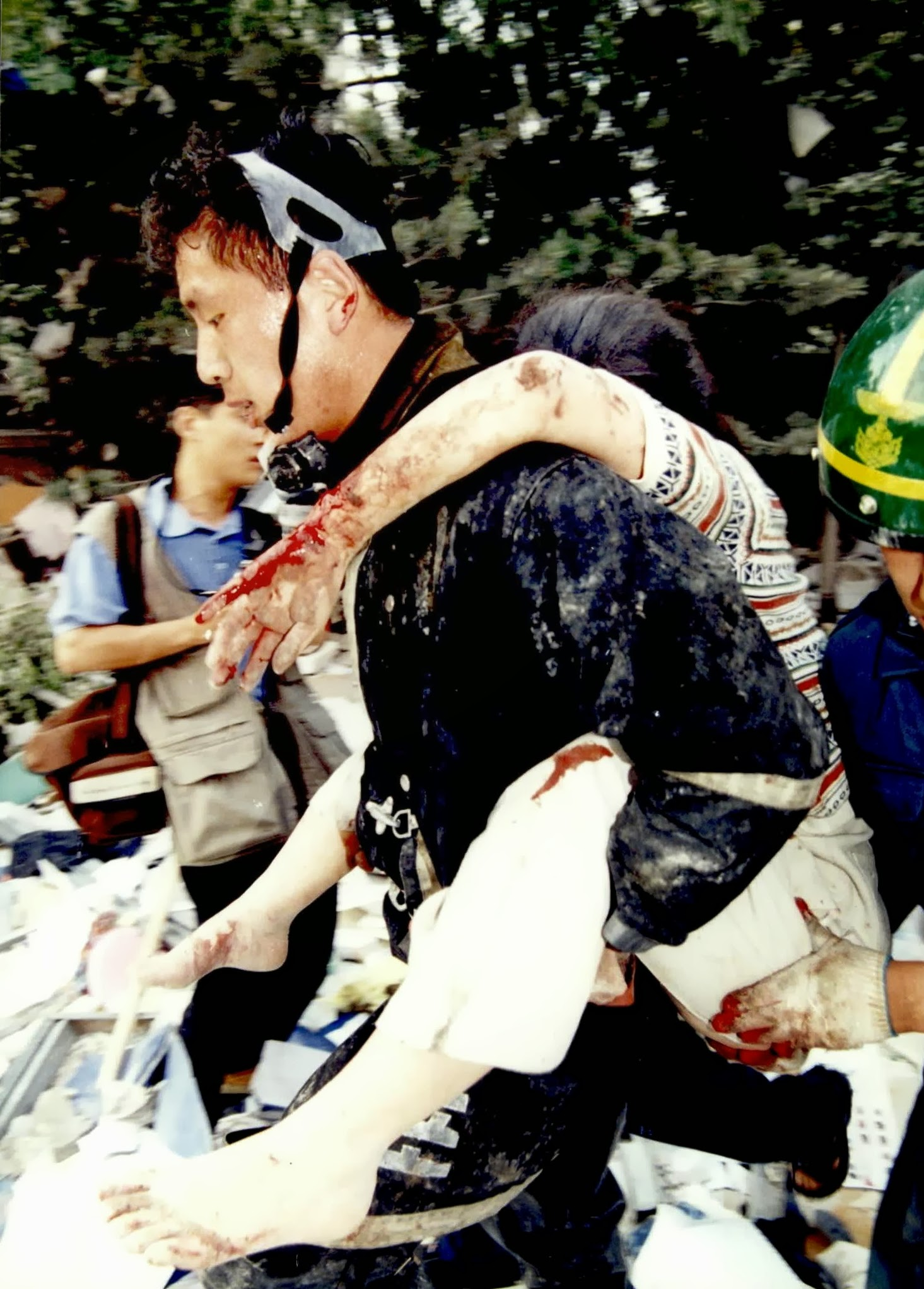
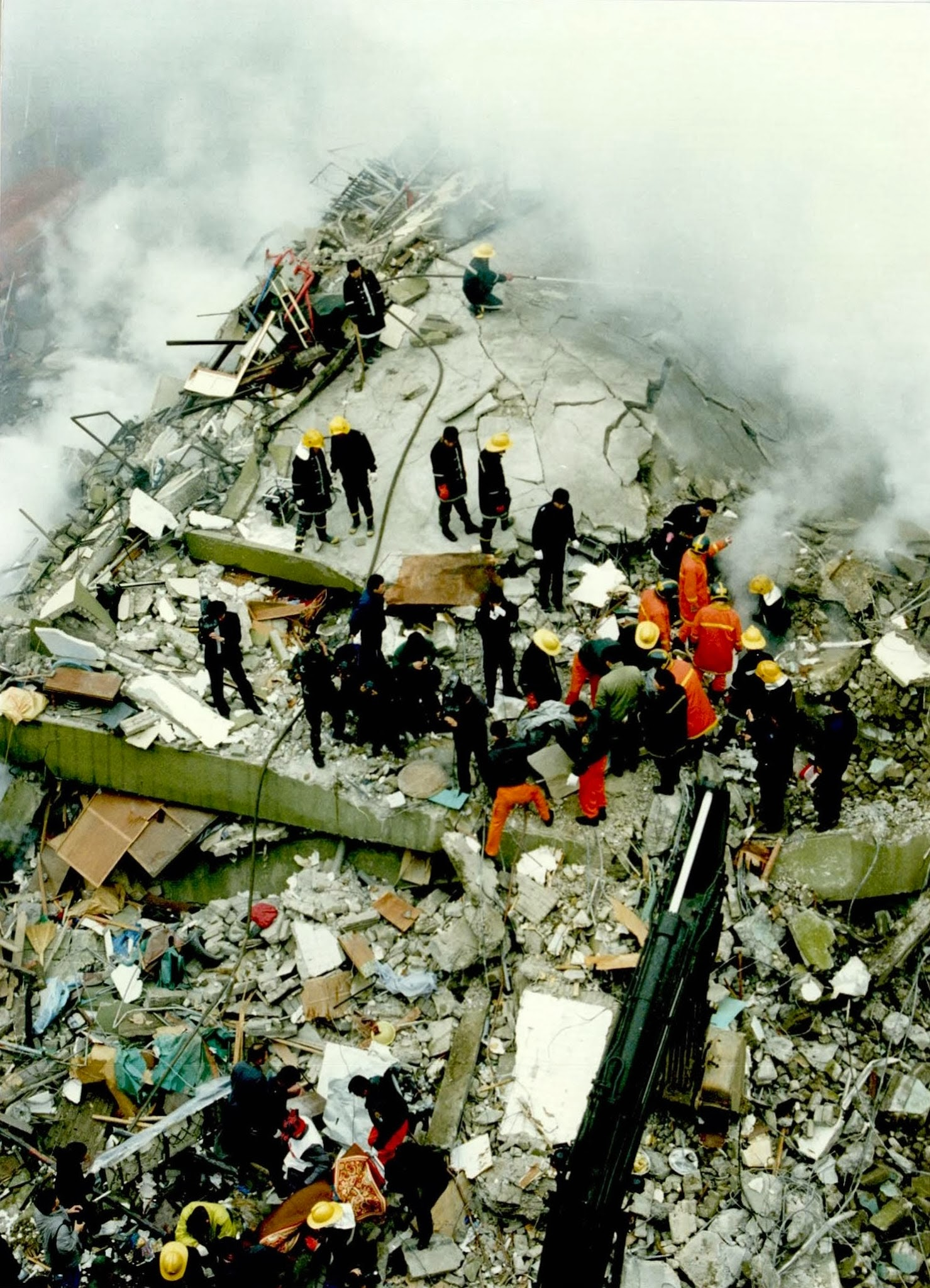